# أول سودربرغ
أول سودربرغ (بالسويدية: Ole Söderberg)‏ (20 يوليو 1990 بنورشوبينغ في السويد - ) هو لاعب كرة قدم سويدي في مركز حراسة المرمى. شارك مع منتخب السويد تحت 17 سنة لكرة القدم ومنتخب السويد تحت 19 سنة لكرة القدم ومنتخب السويد تحت 21 سنة لكرة القدم. أما مع النوادي، فقد لعب مع نادي تشيسترفيلد ونادي كالمار ونادي مولده ونادي هكن ونيوكاسل يونايتد ودارلينجتون إف سى.

## وصلات خارجية
- أول سودربرغ على موقع اتحاد النرويج (النرويجية)
- أول سودربرغ على موقع اتحاد السويد (السويدية)
- أول سودربرغ على موقع قاعدة بيانات كرة القدم.إي يو (الإنجليزية)
- أول سودربرغ على موقع Soccerbase.com (لاعب) (الإنجليزية)
- أول سودربرغ على موقع Soccerway.com (الإنجليزية)
- أول سودربرغ على موقع عالم كرة القدم.نت (الإنجليزية)
- أول سودربرغ على موقع AS.com (الإسبانية)